# Dimorphodon
Dimorphodon é um gênero de pterossauro do período Jurássico nomeado por Richard Owen em 1859. Vivia em regiões costeiras e tinha hábito de comer peixes.
Foi um dos primeiros pterossauros do Jurássico. Viveu há 205 milhões de anos, no atual Sul de Inglaterra. Possuía uma cabeça grande, dentes compridos, afiados e uma longa cauda rígida. Tinha comprimento total de 1 m, com 20 cm para a cabeça. A envergadura era de quase 1,5 m.